# Neoscotolemon vojtechi
Neoscotolemon vojtechi is een hooiwagen uit de superfamilie Epedanoidea. De originele naamcombinatie (protoniem) was Vlachiolus vojtechi Šilhavý, 1979. Een volgende naamrecombinatie werd gepubliceerd als Neoscotolemon vojtechi (Šilhavý, 1979) in Pérez-González, Mamani, & Proud, 2025. 